# Pločasta kočnica
Pločasta kočnica, kočnica s pločom ili disk kočnica predstavlja noviji način rješavanja problema kočenja. Kočna ploča vezana je vijcima na glavinu kotača. Nosač kočnice, koji je čvrsto vezan na osovinu vozila, nosi u sebi čeljusti kočnice, koje su obložene tarnim (frikcijskim) oblogama. Hidrauličkim djelovanjem dvaju radnih cilindara, koji se nalaze s obje strane kočne ploče u nosaču kočnice, izaziva se pritiskivanje čeljusti kočnice na kočnu ploču, a time i samo kočenje. Djelovanje je jednako djelovanju tarne spojke. Rastavljanje ploče vrši se vijčanim oprugama. Radi što boljeg hlađenja, ploča se kočnice često izvodi s poprečnim (radijalnim) šupljinama i rebrima. Jedna je od velikih prednosti kočnice s pločom da je neosjetljiva prema promjenama koeficijenta trenja obloga, pa joj je stupanj djelovanja vrlo stabilan.

## Tarne kočnice
Kod tarnih kočnica dolazi nakon uključivanja kočionog dijela s oblogom do trenja između pokretnih dijelova kočnice i obloge koja miruje. Kočenjem smanjena kinetička energija pretvara se u toplinu. Ova tako razvijena toplina mora biti odvođena, što je zadatak kod konstruiranja kočnice. Tarne kočnice nalaze široku primjenu u raznim industrijskim granama. Omogućuju jednostavne, jeftine, pouzdane i za razne pogone prilagodljive izvedbe. Troškovi održavanja kočnica su niski, vijek trajanja relativno dug, a sile potrebne za uključivanje niske. Ove vrste kočnica služe često i kao sigurnosni organi. Uključivanje kočnice može biti ručno, pneumatski, hidraulički, i to bilo direktno ili preko poluga. Nedostatci su tarnih kočnica: trošenje tarnih dijelova, promjenjivost kočionog momenta sile. Do ove promjenjivosti dolazi zbog promjena koeficijenta trenja izazvanog promjenama temperature, vlage, brzine i tlaka na oblogama. Prema načinu izvedbe razlikujemo čeljusne, pojasne, pločaste (lamelne) i stožaste kočnice.

### Sustav za kočenje kod automobila
Sustav za kočenje djeluje na temelju umjetnog povećanja otpora okretanja kotača. Radna kočnica (s bubnjem ili s diskom) služi za usporavanje automobila u prometu i za njegovo potpuno zaustavljanje, djeluje na svim kotačima, a pokreće (aktivira) se nožno, s pomoću pedale. Kočnice s diskom primjenjuju se u prvom redu u osobnim i drugim lakim automobilima, i to prije svega na njihovim prednjim kotačima. Pomoćna kočnica djeluje, u pravilu, samo na dva stražnja kotača i obično se pokreće ručno. Ona je ujedno i parkirna kočnica za kočenje zaustavljenog vozila. Ubrzavanje lakih vozila (osobni automobili i slično) za vrijeme vožnje na nizbrdici sprječava motor, a u teškim gospodarskim vozilima mora za to biti ugrađena posebna kočnica (retarder). Prijenosni sklop prenosi nalog aktiviranja kočnice od pedale (ručice) do kočnice. Prema izvedbi prijenosni je sklop mehanički, hidraulični ili pneumatski. Mehanički sklop služi za pomoćne kočnice, dok se za aktiviranje radne kočnice primjenjuju hidraulični (osobni automobili) i pneumatski sklopovi (gospodarska vozila). Danas se kočnicama sve češće pridružuje regulacijsko-elektronički sustav ABS.

#### Servomehanizam
Servomehanizam (od lat. servus: sluga, rob + grč. μηχανή: stroj) je uređaj za ostvarivanje ili pojačavanje snage kojom se upravlja nekim mehanizmom, strojem, vozilom, brodom, letjelicom i slično (kadšto servouređaj ili samo servo). Obično služi i za prigušivanje vanjskih poremećaja pri upravljanju (promjenljivog opterećenja radnoga mehanizma, udara vjetra, vodenih valova i drugo). Može biti mehanički, električni, magnetski, pneumatski ili hidraulički, a nerijetko se sastoji od servomotora i dijelova radnoga mehanizma. Servomotori se primjenjuju kao dijelovi servomehanizama u alatnim strojevima, strojevima za pakiranje, industrijskim robotima, kod upravljanja letjelicama, plovilima i drugom. [1]
Električni ili hidraulički servomehanizam koristi se na primjer kod cestovnih vozila kao servoojačivač, kojim se na pritisak papučice ili okret upravljača razvija potrebna sila za kočenje (servokočnica) ili upravljanje vozilom (servoupravljač).